# عصر الشراع

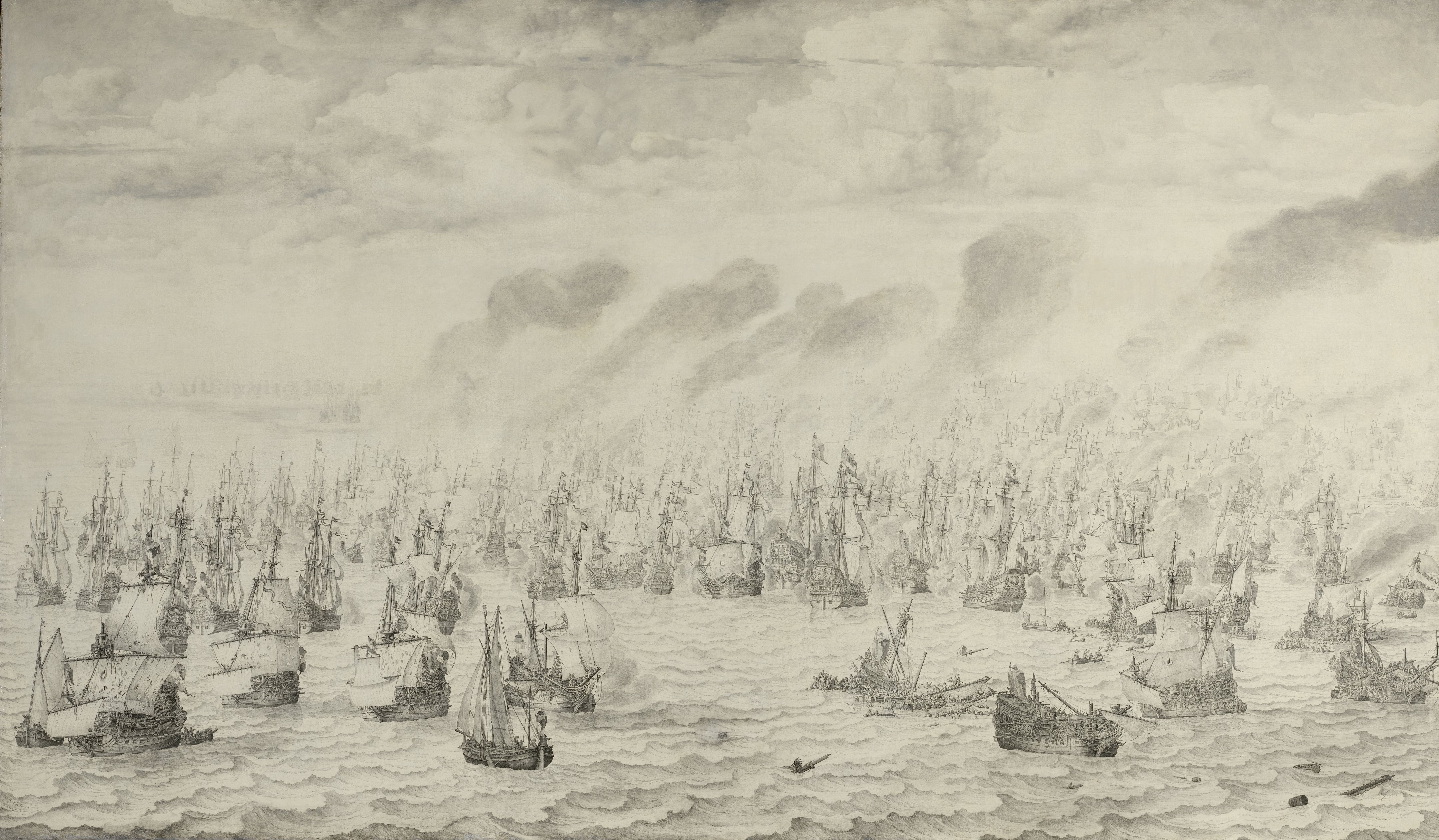
لوحة معركة سخييفينينغن (1657) لڤيلم ڤان دا ڤالد الأصغر وهي تصور معركة بحرية وقعت بين جمهورية هولندا والكومنولث الإنكليزي عام 1653

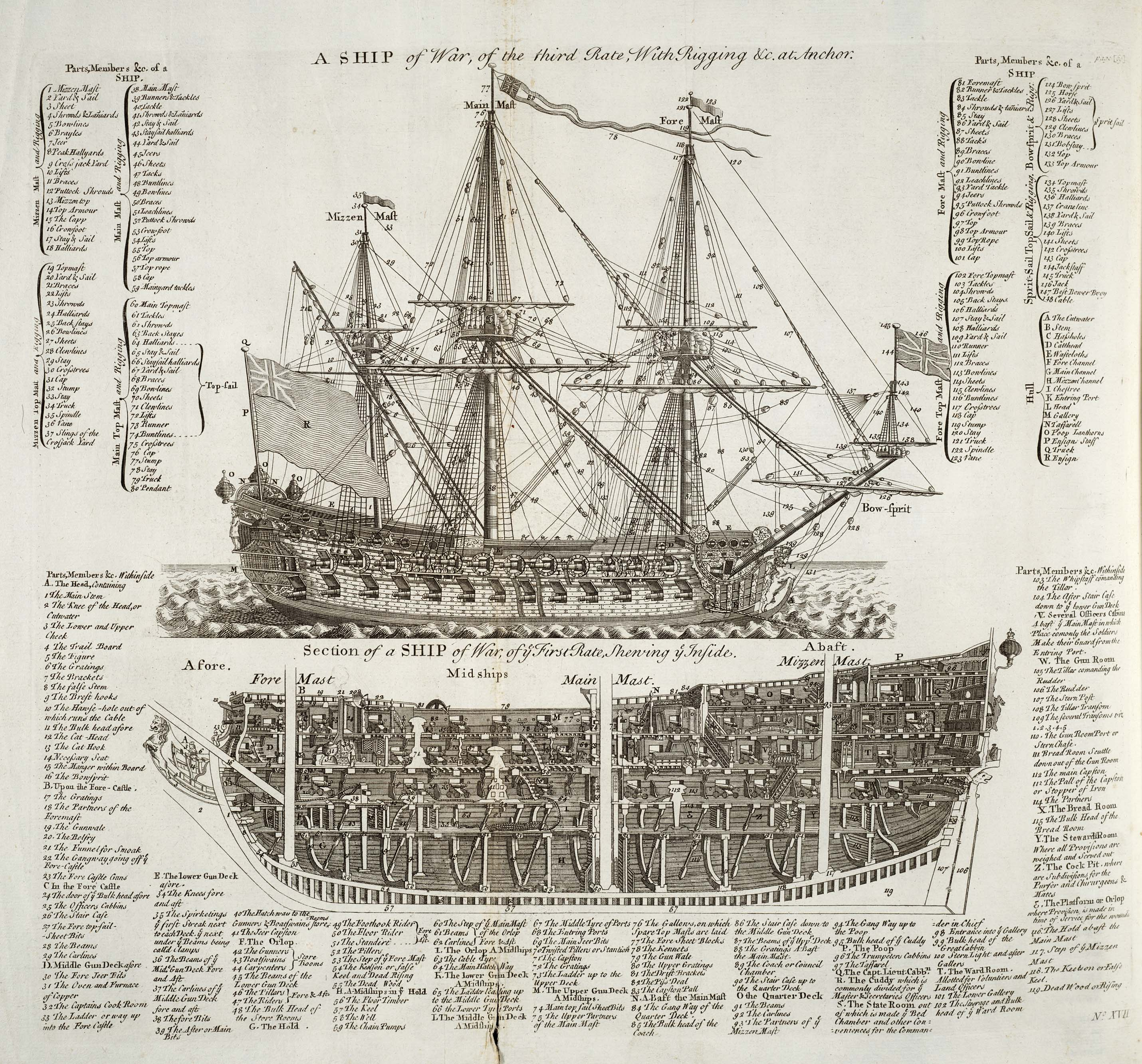
سفينة حرب، في موسوعة سيكلوپيديا 1728، المجلد 2

عصر الشراع (تقريبا 1571–1862) كان فترة تتوافق تقريبا مع أوائل العصر الحديث حين هيمنت سفن الشراع على التجارة الدولية والحرب البحرية وهي استغرقت من القرن السادس عشر إلى منتصف القرن التاسع عشر. هذه فترة هامة حين نقلت سفن ذات تركيب الشراع المربع مستعمرين أوروبيين إلى الكثير من أنحاء العالم في إحدى أكثر الهجرات البشرية توسيعا في التاريخ المسجل. 
مثل معظم الفترات الزمنية في التاريخ، تحديد مدة عصر الشراع ليس دقيقا ولكنه بمثابة وصف عام. استغرق عصر الشراع من معركة ليبانت في سنة 1571، وهي تقريبا المعركة الأخيرة التي لعب فيها القادس المدفوع بالمجاديف دورا مهما، حتى معركة هامبتون رودز في سنة 1862، وهي معركة من معارك الحرب الأهلية الأميركية شهدت صعود السفينة الحربية الحديدية المدفوعة بالمحرك البخاري، وهكذا عفا على سفن الشراع الزمن.
وكانت قناة السويس، والتي افتتحت سنة 1869، غير عملية للسفن الشراعية، فأضحت الباخرة أسرع على الطريقة من أوروبا إلى آسيا.

## العصر الذهبي للشراع
على توافق الآراء، العصر الذهبي للشراع هو الفترة في القرن التاسع عشر حين بلغ الشراع التجاري ذروته على مستوى الكفاءة والرواج، فورا قبل طلوع عصر السفن البخارية.

## الانحدار
كانت التجربة البحرية الأولى للسفينة البخارية هي تجربة ريتشارد رايت، في قارب فرنسي سابق، أبحر به من ليدز حتى يرموث في يوليو من عام 1813. كانت أول سفينة بخارية حديدية تبحر في البحر هي آرون مانبي 116 طن، التي بُنيت في عام 1821 على يد آرون مانبي في هورسلي للأعمال الحديدية، وأصبحت أو سفينة مبنية من الحديد تعوم في البحر عندما عبرت القناة الإنجليزية في عام 1822 وصولًا إلى باريس في 22 يونيو. حملت هذه السفينة الركاب والبضائع إلى باريس من عام 1822 بسرعة وسطية بلغت 8 عقدة (9 ميل في الساعة، 14 كم/ سا).
كانت السفينة البخارية الأولى التي بُنيت لأغراض حربية هي سفينة نابليون، 90 مدفعًا في عام 1850. شهدت العديد من السفن الحربية البخارية حرب القرم، وخاصة قصف أسطول الحلفاء (البريطاني والفرنسي والتركي) لسيفاستويول كجزء من حصار سيفاستوبول (1854- 1855). أطلقت البحرية الفرنسية في نوفمبر من عام 1859، أول سفينة حربية مصنوعة من الحديد وتُدعى غلوار. قاتلت السفينة المدرعة سي إس إس فيرجينيا السفينة المدرعة يو إس إس مونيتور في معركة هامبتون رودس عام 1862، وكانت هذه هي الحرب الأولى التي تدور بين سفينتين مدرعتين.
كانت قناة السويس في الشرق الأوسط، التي افتُتحت عام 1869، أكثر عملية للسفن البخارية منها للسفن الشراعية، إذ حققت طريقًا بحريًا بين أوروبا وآسيا أقصر بكثير، ما تزامن مع اختراع السفن البخارية الأكثر كفاءة في استهلاك الوقود بدءًا بسفينة إس إس أغاميمنون (1865).
بحلول عام 1873، انتهى عصر السفن الحربية، مع دمار إتش إم إس في عام 1871. كان هذا الدمار من الفئة الأولى للبوارج العابرة للمحيطات والتي لا تعمل بالأشرعة.
استمرت السفن الشراعية في كونها وسيلة اقتصادية لنقل البضائع في رحلات طويلة خلال عشرينيات وثلاثينيات القرن العشرين، رغم أن السفن البخارية سرعان ما أخرجتها من التجارة أيضًا. لم تتطلب السفن الشراعية الوقود أو المحركات المعقدة لتشغيلها، وبهذا فقد كانت أكثر استقلالية فيما يتعلق بقواعد الدعم المتطورة الواقعة على اليابسة. إلا أن السفن التي عملت بالبخار تميزت بالسرعة ونادرًا ما أعاقتها الرياح السلبية وبالتالي فقد حررت نفسها من ضرورة انتظار رياح التجارة التالية. نتيجة لذلك، يمكن أن تصل البضائع واللوازم إلى ميناء أجنبي في جزء بسيط من الوقت مقارنة مع الوقت الذي تستغرقه السفينة الشراعية.
دُفعت السفن الشراعية إلى مواضع اقتصادية أضيق فأضيق لتختفي بعدها كليًا من التجارة. في يومنا هذا، نرى السفن الشراعية فقط في صيد الأسماك المحلي على السواحل وفي الاستخدامات الترفيهية مثل الإبحار باليخوت ومراكب الرحلات.
جرى إحياء للسفن التي تعمل بمساعدة الرياح من قبل صناعة السفن التجارية في العقود الأخيرة، كوسيلة للحفاظ على الوقود لصالح الاستدامة.

## الإرث
توقع بعد الخبراء أن يولد «عصر جديد للشراع» بحلول عام 2030، مدفوعًا بالثورة التي تحصل في تكنولوجيا الطاقة وبالرغبة في تقليل انبعاثات الكربون الناتج عن الشحن البحري والاستعانة بالرياح عوضًا عن ذلك.